# Ван Морисън
Ван Морисън (на английски: Van Morrison) е северноирландски певец, автор на песни и музикант.
Концертните му изяви са определяни като трансцендентални, а музикалните му записи (като Astral Weeks, Moondance и It's Too Late To Stop Now) са бурно приветствани от критиката и оглавяват много от списъците за най-добри албуми.
Роден е под името Джордж Айвън Морисън на 31 август 1945 г. Известен е сред своите почитатели като Ван Човека. Започва професионалната си кариера като юноша в края на 50-те, когато свири на цяла гама от музикални инструменти -- китара, хармоника, клавиатура и саксофон -- за ирландски забавни групи. Прославя се като певец в средата на 60-те като фронтмен на северноирландската ритъм енд блус банда Дем, за която записва класиката Gloria. Началото на соловата му кариера е дадено с опеката на Бърт Бърнс, водеща до издаването на хит сингъла Brown Eyed Girl от 1967 година. След смъртта на Бърнс, Уорнър Брадърс изкупува договора му и му разрешава да направи три сесии, за да запише Astral Weeks през 1968 година. В началото този албум няма добри изгледи за успех, но постепенно печели високи признания. Следващият му албум, Moondance, подпечатва мястото на Морисън като изтъкнат музикален творец. Той продължава да твори през 70-те, надграждайки върху репутацията си с редица успешни албуми и концертни изпълнения. Морисън продължава да записва и да прави турнета, произвеждайки албуми и концерти, които се продават много добре, като понякога сътрудничи с други творци като Джордж Фейм и Чифтънс. През 2008 година изпълнява Astral Weeks на живо за първи път от 1968 година.
В голяма част от музиката на Морисън се откриват конвенции от соул музиката и ритъм енд блуса, например в популярните сингли Brown Eyed Girl, Jackie Wilson Said (I'm in Heaven When You Smile), Domino и Wild Night. Други части от репертоара му включват обстойни, слабо свързвани, вдъхновени от спиритуализма музикални пътешествия, които са свидетелство за влиянието на келтските традиции, джаза и сюжетите от тип поток на съзнанието, като например Astral Weeks и по-неизвестни творби като Veedon Fleece и Common One.
Морисън е носител на значително критическо почитание, включващо шест награди Грами, награда Брит за изключителен принос към музиката, и място в Залата на славата на рокендрола и Залата на славата на авторите на песни.

## Биография
Джордж Ейвън Морисън е роден на 31 август 1945 година в Белфаст като единствено дете на електротехник от протестантски шотландски произход.Шаблон:Hef От 1950 до 1956 година Морисън, когото по това време започват да наричат „Ван“, учи в началното училище „Елмгроув“. Баща му притежава една от най-големите за времето си колекции от записи в Северна Ирландия, събрана по време на престоя му в Детройт в началото на 50-те години, и Морисън израства, слушайки изпълнители като Джели Рол Мортън, Рей Чарлс, Лед Бели, Брауни Макгий и Соломон Бърк. По-късно той казва: „Ако не бяха хора като Рей и Соломон, не бих стигнал там, където съм днес. Тези хора бяха вдъхновението, което ме движеше. Ако не беше тази музика, не бих могъл да направя това, което правя сега.“. В колекцията на баща си Ван Морисън открива разнородни жанрове, като блуса на Мъди Уотърс, госпъла на Махалия Джаксън, джаза на Чарли Паркър, фолка на Уди Гътри и кънтрито на Ханк Уилямс и Джими Роджърс. Първите записи, които сам си купува, са на блус музиканта Сони Тери.